# Manuel Prol
Pour les articles homonymes, voir Prol.
Manuel Prol Pérez né le 23 juillet 1992, est un joueur espagnol de hockey sur gazon.

## Carrière
Il a été appelé en équipe première en 2022 pour concourir à la Ligue professionnelle 2021-2022.